# 5 Tage im Juni
5 Tage im Juni ist ein Roman von Stefan Heym der sich mit dem Aufstand am 17. Juni 1953 in der Deutschen Demokratischen Republik beschäftigt. Der Roman erschien erstmals 1974 im westdeutschen Bertelsmann-Verlag. Erst 15 Jahre später, im „Wende“-Jahr 1989, veröffentlichte es in der DDR der Buchverlag Der Morgen.
Der Roman zählt zur Gattung des Zeitromans, da Stefan Heym anhand von tatsächlichen Dokumenten und Zitaten den Arbeiteraufstand von 1953 rekonstruiert und in eine fiktive Handlung einbettet. Mit diesem Werk will er aus seiner Sicht einen Blick auf die Widersprüche im sozialistischen System der DDR ermöglichen.    
Im Mittelpunkt der Handlung stehen der Protagonist Martin Witte und seine Arbeitsstelle der Volkseigene Betrieb (VEB) Merkur. Witte arbeitet dort als Vorsitzender der Betriebsgewerkschaftsleitung (BGL) und setzt mit seinen Zweifeln an den von der Regierung geplanten Normerhöhungen eine Kette von Ereignissen in Gang. Diese führen zur Arbeitsniederlegung und zum Streik der Arbeiter im VEB Merkur. Aber auch die Unzufriedenheit anderer Betriebe über die neuen Normerhöhungen beeinflusst das Geschehen rund um Witte und seine Mitmenschen.

## Inhalt
Martin Witte und der Parteisekretär Banggartz diskutieren über die Normerhöhung von 10 Prozent, welche vom Ministerrat der DDR beschlossen worden ist. Witte äußert seine Bedenken über diese Maßnahmen und wird dafür von Banggartz getadelt. Auf dem Sommerfest des VEB Merkur zeigen sich die ersten Konsequenzen auf Wittes Zweifel – statt ihm hält Banggartz die Rede für die Arbeiterschaft. Unter den Arbeitern zeigen sich erste Zweifel und die Ablehnung gegenüber der angekündigten Normerhöhung. Später in der Nacht besucht der betrunkene Kollege Kallmann, ein Arbeiter aus dem VEB Merkur, Witte in seinem Zimmer, wo er zur Untermiete bei Frau Hofer und deren Schwiegertochter Anna wohnt. Er wirft ihm vor, dass die Arbeiter durch die Maßnahme ausgebeutet werden und will von ihm wissen, auf welcher Seite er, der Gewerkschaftler, steht. Zusätzlich droht er mit Streik, wenn die Normerhöhung durchgesetzt werde. 
Am nächsten Tag trifft Witte auf Anna, deren Mann aus dem Westen wiedergekommen ist. Da sie weglaufen möchte und keinen Schlafplatz findet, bringt er sie bei Greta Dahlewitz, einer Freundin von Witte und Arbeiterin in seinem Betrieb, unter. Wenig später wird Witte wegen seiner Haltung zur Normerhöhung von seiner Arbeit suspendiert bzw. beurlaubt, da er eine potenzielle Gefahr für den Betrieb darstellt. Währenddessen spitzt sich die Lage im Betrieb zu. Es kommt in der Kantine zu einer Prügelattacke auf Parteisekretär Banggartz, die von dem Arbeiter Kallmann beendet werden kann. 
Nach seiner Beurlaubung wird Witte u. a. von der Staatssicherheit verhört, da er die Betriebsleitung vor dem drohenden Streik warnen wollte und nun seine Rolle in diesem Geschehen geklärt werden soll. 
Im Betrieb wird die Stimmung unter der Arbeiterschaft zunehmend negativer und erste Überlegungen zur Organisation eines Streiks bahnen sich an. Als Anführer dieses Aufstandes und der späteren Delegation, die zur Leitung geschickt wird, wird Kallmann auserkoren, da er parteilos und damit neutral bzw. unvoreingenommen ist. 
Am darauffolgenden Tag geht Witte zurück in den Betrieb und veranlasst eine Besprechung aller Abteilungsgewerkschaftsleiter (AGL), um über die zu eskalieren drohende Lage im Betrieb zu sprechen. Witte ist der Meinung, dass die Gewerkschaft den Bruch zwischen Arbeitern und Partei verhindern müsse. Die Sitzung wird durch eine Delegation der Arbeiterschaft unterbrochen, welche die Rücknahme der Normerhöhung fordert und mit Streik droht. Witte verspricht zum Ministerium zu fahren, da nur dort die Rücknahme der Maßnahmen veranlasst werden kann. Im Gegenzug fordert er als Vertrauensbeweis, dass die Arbeiter zurück an ihre Arbeit gehen. 
Auf dem Weg zum Ministerium wird Witte von einer Demonstration der Bauarbeiter aufgehalten, welche ebenfalls die Abschaffung der Normerhöhung fordern. Auf Grund dieser Demonstration sieht sich die Regierung dazu gezwungen, die Normerhöhung zurückzunehmen. Im VEB Merkur wurde jedoch kurz zuvor auf die Notwendigkeit dieser Maßnahme gepocht. Zur Vermeidung von Ausschreitungen beschließt Witte mit seinen Kollegen, einen Bereitschaftsdienst im Betrieb zu lassen, und geht auf die Parteiaktivtagung (PAT), um über die Zustände in Ost-Berlin zu sprechen. Auf dieser wird der Ernst der Lage verkannt und Witte und seine Kollegen müssen sich selbst im Betrieb um diese Angelegenheit kümmern.
Die Arbeiterschaft ist mittlerweile nicht mehr zu bremsen und äußert ihre Unzufriedenheit über das gesamte DDR-Regime. Auch die Rücknahme der Normerhöhung kann die Gemüter nicht beruhigen. Die Arbeiter legen die Arbeit nieder und strömen aus dem Betrieb auf die Straßen. Die Demonstranten, welchen sich mittlerweile auch andere Betriebe angeschlossen haben, werden vom russischen Militär attackiert und aufgehalten. 
Ein Jahr danach wird Witte, der mittlerweile mit Anna verheiratet ist und einen Sohn mit ihr hat, vom neuen Parteisekretär gebeten, einem Parteibeschluss zuzustimmen. Andernfalls müsse er seine Stelle aufgeben und zurück zur Parteischule gehen. Um einem Parteiverfahren zu entgehen, gibt Witte schlussendlich nach.

## Form
5 Tage im Juni ist ein Roman, der aus einer chronologischen Abfolge von Ereignissen und zeitgenössischen Dokumenten besteht. Die Handlung teilt sich in drei Kapitel – Vorspiel, Ereignisse und Nachspiel. Das Vorspiel enthält neben der Diskussion zwischen dem BGL-Vorsitzenden Witte und dem Parteisekretär Banggartz am 13. Juni um 14 Uhr, den Beschluss des Ministerrates der DDR über die Normerhöhung vom 28. Mai und zwei Kommuniqués über die Beweggründe für diese Maßnahme (9. Juni und 11. Juni). Dadurch wird der Leser auf die kommende Haupthandlung eingestimmt und erhält erste relevante Informationen. Der Hauptteil der Handlung (‚Ereignisse‘) erstreckt sich über den Zeitraum vom 13. bis zum 17. Juni 1953. 
Die einzelnen Handlungssegmente werden neben dem Datum auch immer mit der Uhrzeit versehen und ähneln demnach Stundenprotokollen. Unterbrochen werden diese durch zeitgenössische Dokumente über die geplante Normerhöhung oder durch Beschlüsse in Bezug auf die infolge dieser Maßnahme auftretenden Ausschreitungen. Neben politischen Dokumenten werden auch Ausschnitte aus Radiosendungen, welche über den Arbeiteraufstand berichteten, oder Zeitungsartikel zur Unterstützung der Handlung eingefügt. Diesem Werk liegt eine dreitausendseitige Materialsammlung zu Grunde und „[…] ist einer der am gründlichsten recherchierten Romane des Autors.“
Auf Grund dessen ähnelt das Werk einem Tatsachenroman, da sich Stefan Heym auf ein reales Ereignis in der Vergangenheit bezieht. Da jedoch die Handlung rund um Witte und den VEB Merkur fiktiv ist, werden diese Tatsachen nur als Grundlage und zur Unterstützung verwendet. Er bettet den historischen Ablauf somit in die fiktive Handlung ein. Das Nachspiel handelt von einem Gespräch zwischen Witte und dem neuen Parteisekretär Sonneberg genau ein Jahr nach dem Arbeiteraufstand von 1953.
Auf Grund der Vermischung von zeitgenössischen Dokumenten und fiktivem Geschehen ist auch die Sprache je nach Textstück anders. Das Datum und die Uhrzeit eines jeden Protokolls ist zugleich der Anfang des ersten Satzes. Der Erzähler tritt auf diese Weise als ein auktorialer Erzähler auf, der selbst nicht am Geschehen beteiligt ist. Er schildert das Geschehen als allwissender Außenstehender, der dem Leser so einen Überblick über die Gedanken- und Gefühlswelt der einzelnen Figuren bieten kann. Der Erzähler, der bei diesem Werk zugleich der Urheber, in diesem Fall Stefan Heym, ist, spricht den Leser weder direkt noch indirekt an, sondern schildert ausschließlich das Geschehen. 
Eine Besonderheit hat Stefan Heym in seine Erzählweise eingefügt. Wenn Gudrun Kasischke, alias Goodie Cass, die als Stripperin in Westdeutschland arbeitet und die Geliebte von Fred Gadebusch ist, auftritt, verändert sich der Schreibstil von Stefan Heym. Ihre Gedanken, die als immer wieder einsetzender innerer Monolog dargestellt werden, werden in einzelne Phasen eingeteilt, die stets Bezug auf einen Gegenstand, eine Person oder eine Situation nehmen. Diese Monologe werden in einem Fließtext geschrieben, der weder Punkt noch Komma enthält und so dem Leser den schnellen Gedankenfluss von Gudrun K. aufzeigt.

## Rezeption

### Rezeption bei Erscheinen
Stefan Heym zog 1952 nach Ost-Berlin und wurde kurz darauf Zeuge des Arbeiteraufstandes von 1953. Zunächst trat er selbst gegen die Arbeiter an und setzte sich für die Regierung ein. Daraus entstand die Idee, ein Manuskript zu verfassen. Dieses hatte den Arbeitstitel ‚Der Tag X‘ und wurde von sämtlichen Verlagen in der DDR abgelehnt, obwohl diese erste Fassung eine vorherrschend negative Grundhaltung dem Westen gegenüber hatte. In der überarbeiteten Fassung, welche schließlich unter dem Titel 5 Tage im Juni veröffentlicht wurde, kritisiert Heym die Widersprüche im System der DDR.
Auch der Protagonist Martin Witte zeigt sich widersprüchlich in seinem Handeln: Er ist gegen die Normerhöhung, aber will trotzdem die Interessen des Betriebes schützen und dafür sorgen, dass die Arbeit weitergeht. Reinhard Zachau schrieb dazu 1982 in seinem Autorenbuch über Stefan Heym und dessen Werke. Er äußert darin klar und deutlich, dass es in diesem Buch an Analyse und bündigen Antworten mangelt und es für den West-Leser keinen Überblick schafft. Des Weiteren bietet der Inhalt „[…] weder eine dokumentarische Darstellung noch eine ehrliche Diskussion der Ereignisse.“
Schlussendlich wurde der Roman 5 Tage im Juni von Stefan Heym 20 Jahre nach dem Arbeiteraufstand von 1953 in Westdeutschland vom Bertelsmann-Verlag in München veröffentlicht. Die Medien waren sich einig: Egal ob dieses Buch gut oder schlecht war, allein wegen des Themas und Heyms Vergangenheit (geboren im Osten und Flucht aus Deutschland) musste man dieses Buch lesen. In diesem Falle war also für alle Leser die Entstehungs- und Erscheinungsgeschichte interessanter als das Buch selbst.
Auf Grund der für manche überteuerten Hardcover-Ausgabe und der großen Nachfrage wurde 1975 sogar eine Raubkopie veröffentlicht. Da die Veröffentlichung in der DDR durch ein Verbot verhindert wurde, steigerte sich das Medieninteresse noch weiter.
Um sein Buch weiter zu promoten, unternahm Stefan Heym eine Lesereise durch die BRD und wurde als bester Schriftsteller der DDR gehandelt, der jedoch in seiner Heimat nicht gewürdigt wurde.
Die Veröffentlichung seiner Werke in der DDR, ebenso 5 Tage im Juni, war jedoch stets mit politischen Kampf verbunden. Nachdem er sich 1952 in Ost-Berlin angesiedelt hatte, musste er sich gegen die Zensur zur Wehr setzen und um Vertragslizenzen und Visa für Vortragsreisen kämpfen. Neben seinem Werk 5 Tage im Juni wurden auch Schwarzenberg und Colin den Lesern der DDR vorenthalten und erst gegen Ende der DDR von der ostdeutschen Regierung veröffentlicht.

### Wirkungsgeschichte
Stefan Heyms Werk 5 Tage im Juni ist neben seinen anderen Werken ein wichtiger Teil des Geschichtsprozesses. Er selbst sagt dazu: „Literatur ist nichts anderes als gestaltete Geschichte der Zeit, in welcher der Autor hineingeboren wurde, der Erlebnisse, die er in dieser Zeit hatte, der Erfahrungen, die er machte, der Zustände, die er sah […].“
Schon der Umstand, dass das Buch in einem Abstand von 15 Jahren zuerst in der BRD und dann in der DDR erschienen ist, macht es zu einem interessanten Meilenstein in der Geschichte des geteilten Deutschlands. Sämtliche Rezeptionen, die daraufhin entstanden sind, zeigen das zu dieser Zeit bestehende Verhältnis zwischen Ost- und West-Deutschland und die zum Teil vorherrschenden Zustände im sozialistischen System der DDR.
Auf Grund der großen Nachfrage wurde es bereits 1976/77 ins Englische übersetzt und veröffentlicht, noch bevor es im östlichen Teil von Deutschland veröffentlicht und gelesen werden durfte.

### Textausgaben
- Stefan Heym: 5 Tage im Juni. Bertelsmann Verlag, München 1974, 1. Auflage, ISBN 3-442-72355-8.
- Stefan Heym: 5 Tage im Juni. Buchverlag der Morgen, Berlin (DDR) 1989, 1. Auflage, ISBN 978-3-371-00244-6.
- Stefan Heym: 5 Tage im Juni. Bertelsmann Verlag, München 1974, 2. Auflage vom September 2005, ISBN 978-3-442-733-56-9.

### Sekundärliteratur
- Wolfgang Emmerich, Bernd Leistner (Hrsg.): Literarisches Chemnitz. Autoren – Werke – Tendenzen. Verlag Heimatland Sachsen, Chemnitz 2008, ISBN 978-3-910186-68-2, S. 71–76.
- Herbert Krämer: Ein dreißigjähriger Krieg gegen ein Buch. Zur Publikations- und Rezeptionsgeschichte von Stefan Heyms Roman über den 17. Juni 1953. Stauffenberg Verlag, Tübingen 1999, ISBN 3-86057-069-2.
- Reinhard K. Zachau: Stefan Heym. Autorenbücher. C.H. Beck Verlag, München 1982, ISBN 3-406-08420-6, S. 81–90.